# Dosquebradas
Dosquebradas est une municipalité située dans le département de Risaralda en Colombie. Elle est reliée à Pereira, la capitale du département, par le viaduc César Gaviria Trujillo.